# Jessy Matador
Jessy Matador é um cantor da Republica Democrática do Congo.
Representou  a França, no Festival Eurovisão da Canção 2010, em Oslo, Noruega. A sua canção foi interpretada em francês. Jessy foi escolhido internamente pela televisão francesa France Televisions 1, e anúnciado como representante oficial a 19 de Fevereiro de 2010.